# پیر سانیا (بازیکن فوتبال)
پیر سانیا (انگلیسی: Pierre Sagna؛ زادهٔ ۲۱ اوت ۱۹۹۰) بازیکن فوتبال اهل سنگال است.
از باشگاه‌هایی که در آن بازی کرده‌است می‌توان به باشگاه فوتبال والنسین اشاره کرد.